# Stanka Zlateva
Stanka Zlateva est une lutteuse bulgare née le 1er mars 1983 à Krushare.

## Palmarès

### Jeux olympiques
- dans la catégorie des moins de 72 kg en 2008,  à Pékin
- dans la catégorie des moins de 72 kg en 2012,  à Londres

### Championnats du monde
- Médaille d'or en lutte libre dans la catégorie des moins de 72 kg en 2006
- Médaille d'or en lutte libre dans la catégorie des moins de 72 kg en 2007
- Médaille de bronze en lutte libre dans la catégorie des moins de 72 kg en 2009
- Médaille d'or en lutte libre dans la catégorie des moins de 72 kg en 2010

### Championnats d'Europe
- Médaille de bronze en lutte libre dans la catégorie des moins de 72 kg en 2005
- Médaille d'or en lutte libre dans la catégorie des moins de 67 kg en 2006
- Médaille d'or en lutte libre dans la catégorie des moins de 72 kg en 2007
- Médaille d'or en lutte libre dans la catégorie des moins de 72 kg en 2008
- Médaille d'or en lutte libre dans la catégorie des moins de 72 kg en 2009
- Médaille d'or en lutte libre dans la catégorie des moins de 72 kg en 2010
- Médaille de bronze en lutte libre dans la catégorie des moins de 72 kg en 2011
- Médaille d'or en lutte libre dans la catégorie des moins de 75 kg en 2014